# ラストヴォロフ事件
ラストヴォロフ事件（ラストヴォロフじけん）とは、ソビエト連邦によるスパイ事件。ソ連の情報機関員とみられるユーリー・アレクサンドロヴィチ・ラストヴォロフが第二次世界大戦後の日本の内外政策に関する情報収集の任務を帯びて日本を訪れ、外務省や通商産業省の事務官らを含む多数の日本人エージェントを用いて情報収集を行っていた諜報事件である。ラストヴォロフが1954年（昭和29年）1月24日、アメリカ合衆国に亡命し、スパイ活動について暴露したことによって発覚した。

## 概要
1921年にロシア南西部のクルスク州に生まれたユーリー・ラストヴォロフは、1941年に独ソ戦が始まると内務人民委員部（NKVD）に入り、そのかたわら特殊学校で日本語を学んだ。卒業後は対外諜報部に入りソ連対日参戦のための諜報情報の収集・分析に従事した。日本降伏後の1946年初め、ラストヴォロフは、日本を占領する連合国のソ連代表団の一員という名目で東京に派遣された。その後、ラストヴォロフはソ連に帰国、シベリア抑留者からエージェントを選抜する秘密委員会に入り、元将校、官僚・政治家の親族の徴募に少なからず成功した。日本兵捕虜の多くは1950年までに日本への帰還を果たし、ソ連側としては日本に放ったエージェントを活用する機会がおとずれたのである。
1950年、ラストヴォロフは東京に戻り、二等書記官として駐日ソ連大使館に赴任した。日本では、主として在日米軍に関する情報の収集に従事し、アメリカ軍人が出入りするバーやレストラン、テニスクラブに通った。その目的はアメリカ人協力者を得ることであったが、皮肉にもソ連本国はラストヴォロフがアメリカ人に親しんでいるという疑念を抱き、のちの亡命の一因になったといわれる。1953年3月5日に独裁者ヨシフ・スターリンが死去すると、その腹心の内務大臣、ラヴレンチー・ベリヤが逮捕され、ソ連国家保安機関内では粛清が始まるとの噂が流れた。
1954年1月、ソ連大使館内の高官による会議が開かれ、ラストヴォロフのモスクワ召還が決定された。彼は、同年1月25日発の横浜－ナホトカ便で帰国する予定であったが、その前日の1月24日、工作中に知り合ったアメリカの防諜員で英語教師のメリー・ジョーンズと接触し、アメリカ中央情報局（CIA）代表部に引き渡された。ラストヴォロフは、飛行機で東京から沖縄の米軍基地を経てグアムに移された。亡命当時、ラストヴォロフは32歳であった。
ラストヴォロフ失踪事件について、日本のマスコミはさまざまに報じた。当時の報道では、ベリヤ逮捕によりラストヴォロフが自身の将来に不安をいだいて失踪したのではないかと推測している。
アメリカ亡命後、ラストヴォロフは記者会見を開き、日本における情報収集活動の実態を暴露し、1950年までにソ連のエージェントになることを誓約させられた日本人がおよそ500名におよび、その他の情報提供者を含めた潜在エージェントは8,000人を超えることを明らかにした。
警視庁は、ラストヴォロフ調書にもとづいて外務省参事官を1954年8月19日に逮捕し、貿易会社社長ら関係者を任意で取り調べた。
1960年（昭和35年）11月30日、最高裁判所は外務省参事官を国家公務員法、外国為替及び外国貿易法違反で懲役8月、罰金100万円の判決を下した。また、貿易会社社長に対しては、1959年（昭和34年）8月8日、最高裁が、外国為替及び外国貿易法違反で懲役8月、執行猶予2年、罰金30万円の判決を下している。